# Strømmen Idrettsforening 2015
Questa voce raccoglie le informazioni riguardanti lo Strømmen Idrettsforening nelle competizioni ufficiali della stagione 2015.

## Stagione
Al termine del campionato 2014, l'allenatore Gunnar Halle ha lasciato lo Strømmen. Al suo posto, è stato scelto Espen Olsen. La squadra ha chiuso il campionato all'8º posto finale, mentre l'avventura nel Norgesmesterskapet 2015 è terminata al quarto turno, con l'eliminazione per mano dello Stabæk.
Aleksander Melgalvis è stato il calciatore più utilizzato in stagione, con 34 presenze (30 in campionato e 4 in coppa). Martin Ramsland è stato invece il miglior marcatore con 15 reti, suddivise in 12 in campionato e 3 in coppa.

## Maglie e sponsor
Lo sponsor tecnico per la stagione 2015 è stato Umbro, mentre lo sponsor ufficiale è stato Strømmen Sparebank. La divisa casalinga era composta da una maglietta grigia con rifiniture rosse, con pantaloncini e calzettoni rossi.
| Casa | Trasferta |

## Rosa
| N. |                     | Ruolo | Calciatore              |
| -- | ------------------- | ----- | ----------------------- |
| 1  | Canada (bandiera)   | P     | Simon Thomas            |
| 3  | Norvegia (bandiera) | D     | Thor Lange              |
| 4  | Norvegia (bandiera) | D     | Kristian Jahr           |
| 5  | Norvegia (bandiera) | D     | Steinar Strømnes        |
| 6  | Norvegia (bandiera) | D     | Fredrik Nilsen          |
| 7  | Norvegia (bandiera) | C     | Eirik Schulze           |
| 8  | Norvegia (bandiera) | C     | Mustapha Achrifi        |
| 9  | Norvegia (bandiera) | C     | Ulrik Berglann          |
| 10 | Norvegia (bandiera) | C     | Daniel Moen Hansen      |
| 11 | Norvegia (bandiera) | A     | Martin Ramsland         |
| 12 | Norvegia (bandiera) | P     | Stian Bolstad           |
| 14 | Norvegia (bandiera) | C     | Ulrich Østigård Ness    |
| 15 | Norvegia (bandiera) | A     | Peter Sørensen Nergaard |

| N. |                     | Ruolo | Calciatore               |
| -- | ------------------- | ----- | ------------------------ |
| 16 | Norvegia (bandiera) | C     | Espen Rødsand            |
| 17 | Norvegia (bandiera) | C     | Vetle Dragsnes           |
| 18 | Norvegia (bandiera) | C     | Mathias Blårud           |
| 19 | Norvegia (bandiera) | A     | Emil Ekblom              |
| 20 | Norvegia (bandiera) | D     | Aleksander Melgalvis     |
| 21 | Norvegia (bandiera) | D     | Johannes Grødtlien       |
| 22 | Norvegia (bandiera) | A     | Ole Marius Aasen         |
| 23 | Norvegia (bandiera) | D     | Pål Steffen Andresen     |
| 31 | Norvegia (bandiera) | C     | Joakim Hjelkerud         |
| 32 | Norvegia (bandiera) | A     | Andreas Knudsen Nordheim |
| 33 | Norvegia (bandiera) | A     | Kristian Emil Bjørndalen |
| 34 | Norvegia (bandiera) | D     | Kasper Øverby Thorsen    |
| 82 | Senegal (bandiera)  | A     | Madiou Konate            |

## Calciomercato

### Sessione invernale(dal 01/01 al 31/03)
| Arrivi | Arrivi                  | Arrivi     | Arrivi     |
| R.     | Nome                    | da         | Modalità   |
| ------ | ----------------------- | ---------- | ---------- |
| P      | Simon Thomas            |            | svincolato |
| D      | Pål Steffen Andresen    |            | svincolato |
| D      | Aleksander Melgalvis    | Brumunddal | definitivo |
| D      | Thor Lange              | Stabæk     | prestito   |
| C      | Mathias Blårud          |            | svincolato |
| A      | Peter Sørensen Nergaard | Lørenskog  | definitivo |

| Partenze         | Partenze          | Partenze | Partenze      |
| R.               | Nome              | a        | Modalità      |
| ---------------- | ----------------- | -------- | ------------- |
| P                | Samuel Dirscher   |          | svincolato    |
| P                | Jonas Hemmingbye  |          | svincolato    |
| D                | Tom Kristoffersen |          | svincolato    |
| D                | Igor Mirčeta      |          | svincolato    |
| A                | Mahmoud El Haj    |          | svincolato    |
| Altre operazioni |                   |          |               |
| R.               | Nome              | da       | Modalità      |
| D                | Thor Lange        | Stabæk   | fine prestito |

### Sessione estiva(dal 22/07 al 18/08)
| Arrivi | Arrivi         | Arrivi     | Arrivi   |
| R.     | Nome           | da         | Modalità |
| ------ | -------------- | ---------- | -------- |
| C      | Ulrik Berglann | Bodø/Glimt | prestito |
| A      | Emil Ekblom    | Stabæk     | prestito |

| Partenze | Partenze       | Partenze | Partenze |
| R.       | Nome           | a        | Modalità |
| -------- | -------------- | -------- | -------- |
| C        | Vetle Dragsnes | Egersund | prestito |

## Risultati

### 1. divisjon

#### Girone di andata
| Arbitro: | Borgersen (Oslo) |

|  |           |               |
|  | Marcatori | 17’ Myklebust |

| Arbitro: | Gya |

|                          |           |  |
| Castro 26’ Huseklepp 78’ | Marcatori |  |

| Arbitro: | Gjermshus |

|                                    |           |               |
| Aasen 24’ Ramsland 46’ Schulze 76’ | Marcatori | 90’ Benmoussa |

| Arbitro: | Borgersen (Oslo) |

|                                         |           |               |
| Kippersund Rønningen 79’ Stamnestrø 89’ | Marcatori | 36’ Melgalvis |

| Arbitro: | Hauge |

|                          |           |                         |
| Ramsland 49’ Schulze 80’ | Marcatori | 40’ Khalili 67’ Holmvik |

| Grimstad 3 maggio 2015, ore 18:00 6ª giornata | Jerv              | 0 – 0 referto | Strømmen | Levermyr Stadion (861 spett.)\| Arbitro: \| Kristiansen Toppe \| |
| Arbitro:                                      | Kristiansen Toppe |               |          |                                                                  |

| Arbitro: | Steen |

|              |           |  |
| Ramsland 44’ | Marcatori |  |

| Arbitro: | Steen |

|                           |           |  |
| Stene 53’ Reginiussen 76’ | Marcatori |  |

| Arbitro: | Gya |

|                        |           |         |
| Ramsland 37’ Aasen 86’ | Marcatori | 66’ Bye |

| Arbitro: | Gya |

|  |           |                                         |
|  | Marcatori | 54’ Melgalvis 64’ (rig.) Aasen 90’ Jahr |

| Arbitro: | Saggi |

|                       |           |               |
| Jahr 27’ Ramsland 38’ | Marcatori | 56’ Langeland |

| Fredrikstad 7 giugno 2015, ore 15:00 12ª giornata | Fredrikstad   | 0 – 0 referto | Strømmen | Fredrikstad Stadion (3.528 spett.)\| Arbitro: \| Hansen (Feda) \| |
| Arbitro:                                          | Hansen (Feda) |               |          |                                                                   |

| Arbitro: | Hauge |

|              |           |                                  |
| Ramsland 22’ | Marcatori | 7’ Vestvatn 10’ (aut.) Melgalvis |

| Arbitro: | Kristiansen Toppe |

|                                 |           |          |
| Eriksen 1’ Engblom 4’ Helle 40’ | Marcatori | 29’ Jahr |

| Arbitro: | Tennøy |

|            |           |                 |
| Konate 44’ | Marcatori | 57’ (rig.) Otoo |

#### Girone di ritorno
| Arbitro: | Eskås |

|            |           |                                             |
| Beugré 60’ | Marcatori | 23’ Strømnes 34’ (rig.), 47’ (rig.) Achrifi |

| Arbitro: | Jonsson Trædal |

|              |           |  |
| Ramsland 48’ | Marcatori |  |

| Arbitro: | Gjermshus |

|  |           |              |
|  | Marcatori | 57’ Ramsland |

| Bryne 13 agosto 2015, ore 19:00 19ª giornata | Bryne     | 0 – 0 referto | Strømmen | Bryne Stadion (1.120 spett.)\| Arbitro: \| Gjermshus \| |
| Arbitro:                                     | Gjermshus |               |          |                                                         |

| Arbitro: | Smehus Kringstad |

|                    |           |                               |
| Achrifi 90’ (rig.) | Marcatori | 55’ Åsheim 85’ Di Vita Jensen |

| Arbitro: | Borgersen (Oslo) |

|                 |           |              |
| Ruud Tveter 55’ | Marcatori | 90’ Strømnes |

| Arbitro: | Saggi |

|                                 |           |                                        |
| Ramsland 26’ Achrifi 88’ (rig.) | Marcatori | 33’ Kristiansen 55’ Rennie 85’ Skaanes |

| Arbitro: | Hansen (Feda) |

|  |           |             |
|  | Marcatori | 30’ Schulze |

| Arbitro: | Kristiansen Toppe |

|  |           |                |
|  | Marcatori | 85’ Omoijuanfo |

| Arbitro: | Smehus Kringstad |

|                                       |           |                         |
| Patronen 37’ Bolseth 52’ Holsæter 89’ | Marcatori | 57’ Ramsland 74’ Blårud |

| Arbitro: | Gjermshus |

|  |           |                                  |
|  | Marcatori | 18’ Sola 36’, 88’ (rig.) Engblom |

| Ågotnes 11 ottobre 2015, ore 15:00 27ª giornata            | Nest-Sotra | 2 – 0 referto | Strømmen | Ågotnes Stadion |
| \| \| \| \| \| Zachariassen 8’ Næss 67’ \| Marcatori \| \| |            |               |          |                 |
|                                                            |            |               |          |                 |
| Zachariassen 8’ Næss 67’                                   | Marcatori  |               |          |                 |

| Arbitro: | Eskås |

|                           |           |                                             |
| Strømnes 34’ Ramsland 71’ | Marcatori | 43’, 78’ Stene 52’ Rømo Skille 56’ Tronseth |

| Arbitro: | Hansen |

|               |           |            |
| Myklebust 20’ | Marcatori | 7’ Schulze |

| Arbitro: | Saggi |

|              |           |  |
| Ramsland 24’ | Marcatori |  |

### Norgesmesterskapet
| Arbitro: | Randen |

|            |           |                                                             |
| Radford 9’ | Marcatori | 11’, 36’ Ramsland 20’, 79’ Konate 22’ Melgalvis 53’ Achrifi |

| Arbitro: | Døvle (Larvik) |

|                    |           |                                         |
| Ødemarksbakken 59’ | Marcatori | 89’ Sørensen Nergaard 102’, 119’ Konate |

| Arbitro: | Døvle (Larvik) |

|                       |           |            |
| Moen Hansen 90’, 120’ | Marcatori | 78’ Fofana |

| Arbitro: | Hagen (Grue) |

|                                                     |           |              |
| Asante 34’ Jalasto 63’ Diomandé 70’, 77’ Granli 83’ | Marcatori | 17’ Ramsland |

## Statistiche

### Statistiche di squadra
| Competizione       | Punti | In casa | In casa | In casa | In casa | In casa | In casa | In trasferta | In trasferta | In trasferta | In trasferta | In trasferta | In trasferta | Totale | Totale | Totale | Totale | Totale | Totale | DR |
| Competizione       | Punti | G       | V       | N       | P       | Gf      | Gs      | G            | V            | N            | P            | Gf           | Gs           | G      | V      | N      | P      | Gf     | Gs     | DR |
| ------------------ | ----- | ------- | ------- | ------- | ------- | ------- | ------- | ------------ | ------------ | ------------ | ------------ | ------------ | ------------ | ------ | ------ | ------ | ------ | ------ | ------ | -- |
| 1. divisjon        | 37    | 15      | 6       | 2       | 7       | 19      | 22      | 15           | 4            | 5            | 6            | 14           | 17           | 30     | 10     | 7      | 13     | 33     | 39     | -6 |
| Norgesmesterskapet | -     | 1       | 1       | 0       | 0       | 2       | 1       | 3            | 2            | 0            | 1            | 10           | 7            | 4      | 3      | 0      | 1      | 12     | 8      | +4 |
| Totale             | -     | 16      | 7       | 2       | 7       | 21      | 23      | 18           | 6            | 5            | 7            | 24           | 24           | 34     | 13     | 7      | 14     | 45     | 47     | -2 |

### Statistiche dei giocatori
| Giocatore            | 1. divisjon | 1. divisjon | 1. divisjon | 1. divisjon | Norgesmesterskapet | Norgesmesterskapet | Norgesmesterskapet | Norgesmesterskapet | Coppe europee | Coppe europee | Coppe europee | Coppe europee | Altre coppe | Altre coppe | Altre coppe | Altre coppe | Totale   | Totale | Totale      | Totale     |
| Giocatore            | Presenze    | Reti        | Ammonizioni | Espulsioni  | Presenze           | Reti               | Ammonizioni        | Espulsioni         | Presenze      | Reti          | Ammonizioni   | Espulsioni    | Presenze    | Reti        | Ammonizioni | Espulsioni  | Presenze | Reti   | Ammonizioni | Espulsioni |
| -------------------- | ----------- | ----------- | ----------- | ----------- | ------------------ | ------------------ | ------------------ | ------------------ | ------------- | ------------- | ------------- | ------------- | ----------- | ----------- | ----------- | ----------- | -------- | ------ | ----------- | ---------- |
| O. Aasen             | 24          | 4           | 0           | 0           | 2                  | 0                  | 0                  | 0                  |               |               |               |               |             |             |             |             | 26       | 4      | 0           | 0          |
| M. Achrifi           | 26          | 4           | 4           | 1           | 2                  | 1                  | 0                  | 0                  |               |               |               |               |             |             |             |             | 28       | 5      | 4           | 1          |
| P. Andresen          | 27          | 0           | 5           | 1           | 2                  | 0                  | 2                  | 0                  |               |               |               |               |             |             |             |             | 29       | 0      | 7           | 1          |
| U. Berglann          | 14          | 0           | 1           | 0           | -                  | -                  | -                  | -                  |               |               |               |               |             |             |             |             | 14       | 0      | 1           | 0          |
| K. Bjørndalen        | 0           | 0           | 0           | 0           | 0                  | 0                  | 0                  | 0                  |               |               |               |               |             |             |             |             | 0        | 0      | 0           | 0          |
| M. Blårud            | 25          | 1           | 3           | 0           | 4                  | 0                  | 0                  | 0                  |               |               |               |               |             |             |             |             | 29       | 1      | 3           | 0          |
| S. Bolstad           | 3           | -3          | 0           | 0           | 0                  | -0                 | 0                  | 0                  |               |               |               |               |             |             |             |             | 3        | -3     | 0           | 0          |
| V. Dragsnes          | 8           | 0           | 0           | 0           | 4                  | 0                  | 0                  | 0                  |               |               |               |               |             |             |             |             | 12       | 0      | 0           | 0          |
| E. Ekblom            | 15          | 0           | 1           | 0           | -                  | -                  | -                  | -                  |               |               |               |               |             |             |             |             | 15       | 0      | 1           | 0          |
| J. Grødtlien         | 2           | 0           | 0           | 0           | 1                  | 0                  | 0                  | 0                  |               |               |               |               |             |             |             |             | 3        | 0      | 0           | 0          |
| J. Hjelkerud         | 0           | 0           | 0           | 0           | 0                  | 0                  | 0                  | 0                  |               |               |               |               |             |             |             |             | 0        | 0      | 0           | 0          |
| K. Jahr              | 27          | 3           | 6           | 0           | 3                  | 0                  | 2                  | 0                  |               |               |               |               |             |             |             |             | 30       | 3      | 8           | 0          |
| A. Knudsen Nordheim  | 0           | 0           | 0           | 0           | 0                  | 0                  | 0                  | 0                  |               |               |               |               |             |             |             |             | 0        | 0      | 0           | 0          |
| M. Konate            | 15          | 1           | 0           | 0           | 4                  | 4                  | 1                  | 0                  |               |               |               |               |             |             |             |             | 19       | 5      | 1           | 0          |
| T. Lange             | 26          | 0           | 3           | 0           | 4                  | 0                  | 0                  | 0                  |               |               |               |               |             |             |             |             | 30       | 0      | 3           | 0          |
| A. Melgalvis         | 30          | 2           | 1           | 0           | 4                  | 1                  | 0                  | 0                  |               |               |               |               |             |             |             |             | 34       | 3      | 1           | 0          |
| D. Moen Hansen       | 7           | 0           | 3           | 0           | 2                  | 2                  | 0                  | 0                  |               |               |               |               |             |             |             |             | 9        | 2      | 3           | 0          |
| F. Nilsen            | 6           | 0           | 0           | 0           | 2                  | 0                  | 0                  | 1                  |               |               |               |               |             |             |             |             | 8        | 0      | 0           | 1          |
| U. Østigård Ness     | 9           | 0           | 1           | 0           | 2                  | 0                  | 1                  | 0                  |               |               |               |               |             |             |             |             | 11       | 0      | 2           | 0          |
| K. Øverby Thorsen    | 0           | 0           | 0           | 0           | 0                  | 0                  | 0                  | 0                  |               |               |               |               |             |             |             |             | 0        | 0      | 0           | 0          |
| M. Ramsland          | 29          | 12          | 5           | 0           | 4                  | 3                  | 1                  | 0                  |               |               |               |               |             |             |             |             | 33       | 15     | 6           | 0          |
| E. Rødsand           | 4           | 0           | 0           | 0           | 0                  | 0                  | 0                  | 0                  |               |               |               |               |             |             |             |             | 4        | 0      | 0           | 0          |
| E. Schulze           | 29          | 4           | 4           | 0           | 2                  | 0                  | 0                  | 0                  |               |               |               |               |             |             |             |             | 31       | 4      | 4           | 0          |
| P. Sørensen Nergaard | 25          | 0           | 2           | 0           | 4                  | 1                  | 0                  | 0                  |               |               |               |               |             |             |             |             | 29       | 1      | 2           | 0          |
| S. Strømnes          | 29          | 2           | 0           | 0           | 5                  | 0                  | 1                  | 0                  |               |               |               |               |             |             |             |             | 34       | 2      | 1           | 0          |
| S. Thomas            | 28          | -36         | 0           | 0           | 4                  | -8                 | 0                  | 0                  |               |               |               |               |             |             |             |             | 32       | -44    | 0           | 0          |